# 맥스 뉴먼
맥스 뉴먼(Max Newman, 1897년 2월 7일 ~ 1984년 2월 22일)은 영국의 수학자, 암호해독가이다. 제2차 세계 대전 중 블레츨리 파크에 암호 해독을 위한 컴퓨터 콜로서스를 제작, 설치했다. 또한 그는 2020년 노벨물리학상 수상자인 로저 펜로즈에게 수학을 가르쳤다. 펜로즈 어머니(Margaret Leathes)가 남편이자 로저 펜로즈의 아버지인 리오넬 펜로즈와 사별한 뒤 맥스 뉴먼과 재혼한 바 있다.